# Pavel Mareš
Pavel Mareš (sinh ngày 18 tháng 1 năm 1976) là một cựu cầu thủ bóng đá chuyên nghiệp người Séc thi đấu ở vị trí hậu vệ, chơi được cả vị trí trung vệ lẫn hậu vệ cánh trái. Anh từng chơi ở hạng đấu cao nhất của Cộng hòa Séc cho các câu lạc bộ Bohemians Prague và Sparta Prague, đồng thời từng khoác áo Zenit Saint Petersburg tại Giải bóng đá Ngoại hạng Nga.
Mareš chơi 10 trận cho đội tuyển bóng đá quốc gia Cộng hòa Séc từ 2002 đến 2006. Anh đã góp mặt tại giải vô địch bóng đá châu Âu 2004 giúp đội tuyển Séc tiến đến vòng bán kết của giải. Mareš cũng nằm trong thành phần tuyển Séc đến Đức để tham dự giải vô địch bóng đá thế giới 2006.

## Sự nghiệp cấp câu lạc bộ

### Đầu sự nghiệp
Mareš chơi bóng cho câu lạc bộ FC Svit Zlín ở giải hạng hai của Séc trước khi chuyển đến Praha vào năm 1999. Anh lần đầu thi đấu bóng đá đỉnh cao cùng câu lạc bộ Bohemians Prague ở mùa giải 1999–2000, và có 58 trận ra sân cho Bohemians trong hơn 2 mùa bóng rưỡi. Anh ký hợp đồng với Sparta Prague vào tháng 12 năm 2001 sau khi hậu vệ Vladimír Labant rời đội bóng. Mareš dính chấn thương mắt cá trong trận đấu thứ hai của anh cho Sparta Prague akể từ khi chuyển đến câu lạc bộ, làm anh không thể tham dự trận đấu của Sparta tại European Champions League gặp đối thủ Porto. Tháng 12 năm 2002, Sparta từ chối lời đệ nghị từ đội bóng Zenit Saint Petersburg của Nga để ký hợp đồng với Mareš. Mặc dù vậy, huấn luyện viên người Séc của Zenit, ông Vlastimil Petržela, người từng là huấn luyện viên đẫn dắt Mareš thời còn ở Bohemians, đã biến Mareš thành bản hợp đồng người Séc thứ 3 của ông vào cuối tháng.

### Nga
Từ năm 2003 đến 2006, Mareš thi đấu cho câu lạc bộ Zenit Saint Petersburg. Anh ghi bàn đầu tiên cho câu lạc bộ vào tháng 7 năm 2003 trong trận hòa 2–2 với Krylia Sovetov Samara. Trong thời gian anh ở St. Petersburg, câu lạc bộ đã giành ngôi á quân giải bóng đá Ngoại hạng Nga 2003 và tiến tới vòng tứ kết của Cúp UEFA 2005–06. Mùa giải 2006, Mareš dính chấn thương mắt cá, làm anh bỏ lỡ các trận vào tháng 3 và tháng 4. Sau khi Dick Advocaat trở lại làm huấn luyện viên của Zenit ở mùa giải đó, Mareš thi đấu ít trận hơn trước. Tháng 8 năm 2006, Mareš đồng ý một bản hợp đồng đến chơi bóng cho câu lạc bộ Bolton Wanderers của Anh, tuy nhiên hợp đồng không được hoàn tất, bởi người đại diện của anh cho hay anh không đạt điều kiện trong các thủ tục kiểm tra y tế. Tháng 1 năm 2007, anh rời Zenit dù vẫn còn một năm trong bản hợp đồng.

### Trở lại Cộng hòa Séc
Mareš trở lại Sparta Prague theo bản hợp đồng hai năm rưỡi vào tháng 1 năm 2007, tiếp tục chơi hai trận ở giải vô địch quốc gia cho Sparta ở mùa 2006–07 nhưng không chơi trận nào ở mùa 2007–08. Anh đã dành nửa đầu của mùa giải 2008–09 ở giải hạng 2 của Séc để chơi trong đội dự bị của Sparta và đeo băng thủ quân của đội. Anh chuyển tới câu lạc bộ Vysočina Jihlava cũng ở giải hạng 2 của Séc vào giữa mùa bóng. Mareš có 6 tháng thi đấu tại Jihlavatrước khi rời câu lạc bộ vào cuối mùa do đội bóng này không thể giành quyền thăng hạng lên giải bóng đá vô địch quốc gia Séc. Trong thời gian chơi bóng ở Jihlava, những chấn thương làm anh chỉ có hai trận đá cho câu lạc bộ.
Mùa hè năm 2009, Mareš là một trong 9 cầu thủ gia nhập Viktoria Žižkov, giúp cho câu lạc bộ giành quyền trở lại hạng đấu cao nhất sau khi bị xuống hạng. Lần này anh tái hợp với huấn luyện viên Vlastimil Petržela, nhưng những chấn thương làm anh chỉ có hai trận đá ở nửa đầu mùa giải 2009–10. Sau đó vào năm 2010, Mareš thi đấu cho câu lạc bộ FC Přední Kopanina ở Giải bóng đá hạng tư Séc.

## Thống kê sự nghiệp

### Cấp đội tuyển
Nguồn:
| Đội tuyển quốc gia Cộng hòa Séc |         |              |
| Năm                             | Số trận | Số bàn thắng |
| 2002                            | 2       | 0            |
| 2004                            | 5       | 0            |
| 2005                            | 1       | 0            |
| 2006                            | 2       | 0            |
| Total                           | 10      | 0            |